# Chiesa di Santa Maria a Cappella Nuova
La chiesa di Santa Maria a Cappella Nuova era una chiesa di Napoli che sorgeva in piazza dei Martiri nel quartiere Chiaia.
Il cardinale Francesco III Boncompagni, abate commendatario dell'abbazia di Santa Maria a Cappella, decise di fondare una chiesa che inglobasse una vicina edicola con un'immagine della Madonna che elargiva molte grazie al popolo.
I lavori furono diretti dall'architetto Pietro De Marino e la chiesa, che fu detta a cappella nuova per distinguerla dalla più antica che fu detta da allora in poi a cappella vecchia, fu eretta nel 1625 a croce greca.
Custodiva tra i vari tesori due statue di San Giovanni Battista e San Benedetto e un'edicola in marmo sorretta da quattro colonne, opere di Cosimo Fanzago. Le decorazioni dell'abside e il ciborio furono progettati da Francesco Borromini nel 1645. Erano presenti inoltre molti quadri collocati nelle quattro cappelle laterali. Niccolò Morelli di Gregorio nella sua autorevole Biografia degli uomini illustri del regno di Napoli segnala sulla facciata della chiesa alcune pregevoli statue in stucco lavorate da Francesco Celebrano.
Nel 1645 le spoglie del cardinale Boncompagni ebbero dimora nella chiesa che aveva fondato.
Durante il terremoto del 1805 la chiesa fu gravemente danneggiata e il governo francese ordinò la demolizione della chiesa per permettere i lavori di costruzione di un mercato di commestibili progettato da Stefano Gasse e mai realizzato. I lavori di demolizione, incominciati nel 1807, terminarono nel 1812. Le opere d'arte che la chiesa vantava andarono disperse.